# Alberto Tarchiani
Mario Alberto Tarchiani (Rome, 1er novembre 1885 - Rome, 30 novembre 1964) était un journaliste, homme politique et diplomate italien.

## Biographie

### Le début de son activité journalistique
Patriote, antifasciste intransigeant, homme politique habile  et diplomate intelligent : voilà comment on peut résumer Alberto Tarchiani.
Il a commencé à travailler comme journaliste en 1903, à l'âge de dix-huit ans, en tant que collaborateur du "Nuovo Giornale" de Florence. En 1907, il s'installe aux États-Unis, où il travaille comme correspondant pour plusieurs journaux italiens.
Interventionniste convaincu, il retourne en Italie en 1918 pour s'engager comme volontaire dans l'infanterie. De 1919 à 1925, il est rédacteur en chef du "Corriere della Sera" sous la direction de Luigi Albertini. Il démissionne du journal milanais lorsque le fascisme en prend le contrôle - Albertini lui-même en quitte la rédaction le 28 novembre 1925 - et émigre à Paris, destination de nombreux exilés antifascistes.

### Exil en France
Dans la capitale française, Tarchiani a pu rejoindre le groupe qui s'était réuni autour de la figure de Gaetano Salvemini. 1929 est une année cruciale pour ses activités antifascistes. En effet, avec Gioacchino Dolci, il est le principal organisateur de l'évasion de Carlo Rosselli, Emilio Lussu et Francesco Fausto Nitti, le 27 juillet à Lipari (l'évasion se fait à bord d'un bateau à moteur conduit par Italo Oxilia qui les emmène à Tunis).
En août 1929, à l'initiative de Tarchiani, Rosselli, Gaetano Salvemini, Alberto Cianca, Emilio Lussu, Francesco Fausto et Vincenzo Nitti, à l'Hôtel du Nord de Champagne, à Montmartre, naît Giustizia e Libertà (GL - Justice et Liberté), un mouvement à tendance républicaine, dont le but est de rassembler toutes les formations non communistes qui veulent lutter et mettre fin au régime fasciste.
En décembre 1929, Rosselli, Tarchiani et d'autres membres du groupe GL, à la suite d'un complot de l'agent de l'OVRA Ermanno Menapace, sont arrêtés pour avoir planifié un attentat contre le ministre italien de la Justice Alfredo Rocco. Les accusations, totalement fausses, sont rapidement abandonnées et les accusés sont disculpés, mais à la suite de cette affaire, ils sont "officiellement" expulsés de France ; ils obtiennent toutefois des permis temporaires qui leur permettent d'y rester.
Parmi les activités de propagande antifasciste organisées et financées par Rosselli et Tarchiani, il convient de mentionner l'audacieux vol de propagande au-dessus de Milan de Giovanni Bassanesi, président de la section parisienne de la Ligue des droits de l'homme, qui en juillet 1930, avec Gioacchino Dolci, lance cent cinquante mille tracts GL au-dessus de la capitale lombarde avec l'invitation à "Se lever" et "Ressusciter". L'action donne lieu à un procès, qui se tient à Lugano, pour violation de l'espace aérien, mais les accusés (Rosselli, Tarchiani et Bassanesi) sont tous acquittés et le régime fasciste est moralement condamné.
En 1934, Tarchiani quitte le groupe GL, en raison de divergences idéologiques avec Rosselli, mais ne cesse pas pour autant son activité d'antifasciste convaincu. Le 4 décembre 1937, à Paris, le républicain Randolfo Pacciardi, vétéran de la guerre civile espagnole, fonde l'hebdomadaire "La Giovine Italia"; cette publication ne se veut pas un organe du Parti républicain italien (Partito Repubblicano Italiano), mais l'interprète d'un vaste courant d'opinion antifasciste, d'extraction démocratique et mazzinienne. Dès le début, Tarchiani travaille aux côtés de Pacciardi dans la gestion politique et journalistique de l'hebdomadaire, et prend rapidement la responsabilité des informations et des commentaires sur la politique internationale.

### Le séjour aux États-Unis et la Mazzini Society
Face à l'invasion allemande de la France le 17 juin 1940, Alberto Tarchiani quitte Paris avec les conjoints Pacciardi; il rejoint ensuite l'ancien ministre des affaires étrangères Carlo Sforza, également en exil, et rejoint Bordeaux. Le lendemain, les fugitifs montent à bord d'un cargo néerlandais et parviennent à débarquer sains et saufs en Grande-Bretagne. De là, après un court séjour à Londres, Tarchiani, ainsi que Sforza, avec qui il partageait une ligne politique commune et une profonde estime mutuelle, émigrent aux États-Unis.
Pendant son séjour aux États-Unis, Tarchiani collabore à la nomination de Sforza comme chef de file du mouvement antifasciste dans le monde et, implicitement, d'une Italie libérée de la dictature fasciste.
L'instrument que les deux exilés ont choisi est la Mazzini Society, une association de matrice démocratique-républicaine, dans le sillage de la tradition du Risorgimento, fondée par Gaetano Salvemini en septembre 1939, et dont le journaliste Max Ascoli avait assumé la présidence. Rapidement, Tarchiani a pris le poste de secrétaire de l'association. Par le biais de la Mazzini Society, Sforza et Tarchiani comptaient obtenir le soutien du gouvernement des États-Unis pour la création d'un Comité national italien, c'est-à-dire une forme de gouvernement en exil. Avec l'avancée progressive des troupes alliées en Afrique du Nord (1941-42), l'hypothèse d'un gouvernement en exil en Libye circule également, et même d'une " légion italienne " dirigée par Randolfo Pacciardi, qui était également arrivé aux États-Unis en décembre 1941.
Cependant, l'attitude des autorités américaines à l'égard de ce projet n'a pas dépassé une attente tiède et des contacts similaires avec la Grande-Bretagne n'ont pas abouti.

### Retour en Italie et participation au gouvernement
En 1943, lorsque les Alliés débarquent en Italie, Tarchiani, Cianca, Aldo Garosci et Bruno Zevi embarquent pour rentrer en Europe sur un "Queen Mary" transformé pour le transport de troupes. Après un voyage en Angleterre qui n'est pas sans incertitudes et dangers, ils activent immédiatement la radio clandestine de Giustizia e Libertà, diffusant toute la journée des attaques contre le régime et la monarchie, coupable d'en être la complice, et soutenant les premiers groupes antifascistes.
En août 1943, Tarchiani et d'autres membres du groupe parviennent à embarquer pour l'Italie après le débarquement allié en Sicile (opération Husky). Il arrive d'abord à Salerne et, après avoir mis Benedetto Croce en sécurité à Capri, il participe au débarquement d'Anzio (opération Shingle) avec l'intention de rejoindre la lutte des partisans à Rome. Il a relaté cet épisode dans un court journal qui a été publié. Il rejoint le Partito d'Azione, dont il reste membre jusqu'à sa dissolution en 1947.
Le 22 avril 1944, Tarchiani est nommé ministre des Travaux publics dans le deuxième gouvernement Badoglio, puis commissaire extraordinaire du Crediop (Consorzio di Credito per le Opere Pubbliche - consortium de crédit pour les travaux publics) et de l'ICIPU (Istituto di credito per le imprese di pubblica utilità - institut de crédit pour les entreprises d'utilité publique). En février 1945, avec Ivanoe Bonomi comme Premier ministre et Alcide De Gasperi comme ministre des Affaires étrangères, Alberto Tarchiani part pour Washington comme ambassadeur; il y restera jusqu'en janvier 1955: une période non seulement longue pour un chef de mission diplomatique, mais surtout cruciale pour le renouveau de la vie et de la présence italienne sur la scène internationale.

### La carrière diplomatique
Sa candidature au poste d'ambassadeur avait été encouragée par Carlo Sforza, qui redeviendra plus tard ministre des Affaires étrangères, et s'est avérée un choix particulièrement heureux car Tarchiani était un profond connaisseur des États-Unis, où il était tenu en haute estime pour son antifascisme et sa capacité, peu commune à l'époque, à comprendre les mécanismes de la politique et de l'opinion publique de ce pays.
La délégation économique composée de Quinto Quintieri, Raffaele Mattioli, Enrico Cuccia, Mario Morelli et Egidio Ortona, partie le 3 novembre 1944 dans le but d'obtenir des aides économiques pour la reconstruction, se trouvait déjà aux États-Unis, mais toute activité diplomatique s'était évidemment arrêtée depuis le début de la guerre. Au cours de la décennie qu'il a passée à Washington, Alberto Tarchiani a dû composer avec l'administration démocrate de Harry Truman et, plus tard, avec l'administration républicaine de Dwight David Eisenhower. Les problèmes les plus urgents à traiter sont le traité de paix et l'aide économique, dont l'Italie, sortant d'une guerre désastreuse, a absolument besoin.
En ce qui concerne le traité de paix, on espérait que les conditions pourraient être assouplies grâce à la "cobelligérance" des deux dernières années de la guerre; en réalité, ce ne fut pas le cas, surtout en raison de l'opposition de la Grande-Bretagne et de la Russie, tandis que les Français se contentaient de quelques revendications territoriales. Un autre point crucial du traité était la question de Trieste et la répartition entre l'Italie et la Yougoslavie de Tito du "territoire libre de Trieste" (TTF) divisé en zones A et B, respectivement sous administration temporaire alliée et yougoslave. Les négociations, qui ont d'abord tourné en faveur des italiens, ont ensuite été compliquées, au détriment de l'Italie, par le départ de Tito de l'URSS.
En effet, si dans un premier temps les Alliés sont enclins à accorder à l'Italie les territoires à dominante italienne, la nécessité d'éviter un rapprochement de Tito avec l'Union soviétique conduit à un durcissement de la position alliée, notamment du côté anglais. La question est close en 1954 avec la reconnaissance de la situation de fait et l'attribution, outre Trieste, de la zone A à l'Italie.

### Mémoires
Les négociations épuisantes et fluctuantes qui se sont déroulées pendant dix ans sont racontées de manière vivante par Tarchiani dans "Dieci anni tra Roma e Washington" ("Dix ans entre Rome et Washington"). Ce livre de mémoires révèle également les difficultés rencontrées par Tarchiani dans sa mission consistant à faire comprendre à Washington l'alchimie compliquée de la politique italienne, qui présentait déjà à l'époque toutes ces faiblesses qui la caractérisent encore aujourd'hui, et à amener la classe politique italienne à une vision moins particulariste et plus contemporaine du rôle de l'Italie sur la scène internationale. Un exemple en est l'attitude intransigeante de De Gasperi à l'égard d'une proposition avancée par le secrétaire d'État américain John Foster Dulles pour une solution à la question de Trieste. Cette solution, avec le recul, était beaucoup plus avantageuse que celle qui fut ratifiée, mais l'obstination de De Gasperi à inclure la ville d'Umag dans la zone italienne donna aux Américains, qui la considéraient comme le meilleur de ce qui pouvait être réalisé, la possibilité de la présenter à Tito sans la clause ne varietur initialement prévue.
La forte présence du parti communiste en Italie est un autre point nodal de cette période qui, depuis la fin du conflit, a vu l'émergence d'un monde bipolaire. Tarchiani, sous-estimant la composante idéologique, pensait que le progrès et le développement économique constituaient le meilleur rempart contre le communisme. Avec l'administration républicaine d'Eisenhower, le ton de l'anticommunisme monte, notamment à cause de la guerre de Corée, et Tarchiani a du mal à adoucir ce qui est considéré comme un danger imminent en Italie, en partie à cause de l'opinion du nouvel ambassadeur américain à Rome, Clare Boothe Luce.
Les pages des journaux intimes de Tarchiani révèlent, avec le tact typique d'un diplomate, le peu d'estime qu'il avait pour l'ambassadrice Luce, tant en ce qui concerne le portrait de l'Italie qu'elle a porté à l'attention du gouvernement et de l'opinion publique américains qu'en ce qui concerne les prétentions de la représentante américaine à s'immiscer dans la vie économique et politique de l'Italie. D'autres questions fondamentales de cette période sont la CED (Communauté européenne de défense), l'Union européenne, dont le projet fait ses premiers pas, et l'admission italienne à l'ONU, qui a lieu en décembre 1955, alors que Tarchiani a déjà quitté ses fonctions.
Il décède à Rome le 30 novembre 1964.

## Décorations
Chevalier grand-croix de l'ordre du Mérite de la République italienne - 30 décembre 1952

## Ouvrages
- (it)Il mio diario di Anzio, Milano, Mondadori, 1947
- (it) America-Italia. Le dieci giornate di De Gasperi negli Stati Uniti, Milano, Rizzoli, 1947
- (it) Dieci anni tra Roma e Washington, Milano, Mondadori, 1955
- (it) Daniela Felisini, Tormenti di un ambasciatore. L'anno conclusivo di Washington 1954, Rubbettino, Soveria Manelli, 2006

## Sources
- (it) Cet article est partiellement ou en totalité issu de l’article de Wikipédia en italien intitulé « Alberto Tarchiani » (voir la liste des auteurs).